# Seweryn Jasielski

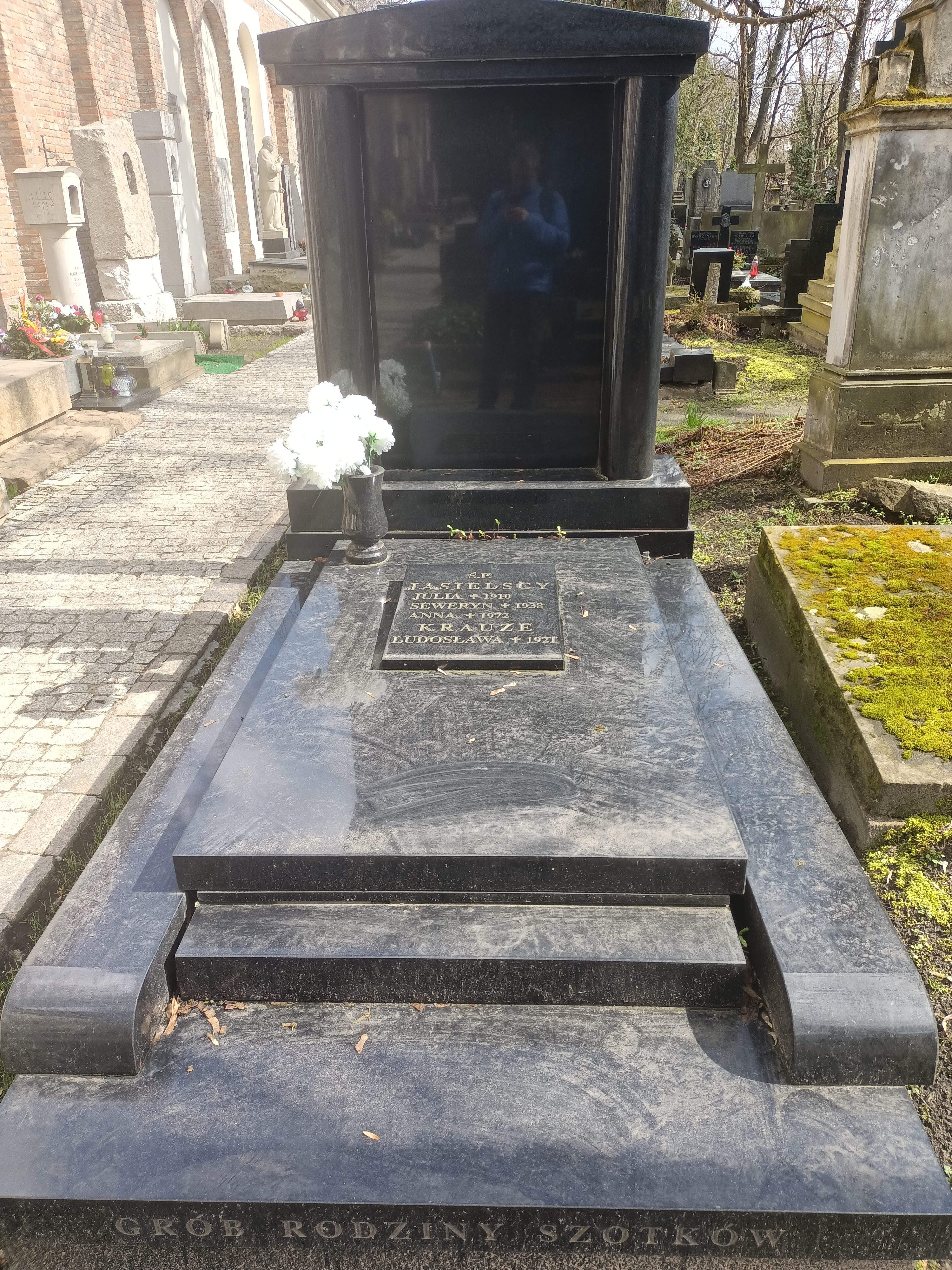
Grób Seweryna Jasielskiego na Cmentarzu Powązkowskim

Seweryn Jasielski (ur. 1876 roku, w Ponikwie koło Brodów, zm. 30 stycznia 1938 roku w Warszawie) – polski aktor teatralny.
Był najmłodszym dzieckiem Macieja Franciszka Jasielskiego i Petronelii z Eliaszewiczow Jasielskiej. Był bratem Juliusza, Jana Mieczysława, Marii, Anny i Romana Jasielskich.
Od 1894 roku był aktorem w Tarnowie, Jarosławcu, Krakowie i Lublinie. Od 1902 roku pracował w Warszawskich Teatrach Rządowych. Ożenił się z Julią Krauze. Miał dwie córki: Janinę Mieczysławę (zmarłą w dzieciństwie) i Annę Piotrę. Żona była tancerką w Teatrze. Zmarła w 1910 roku. Seweryn Jasielski prowadził (w latach 1918–1938) trzy Salony Sztuki w Warszawie: przy ul. Wierzbowej 7, na Krakowskim Przedmieściu 42/44 i na Sienkiewicza 6.
Razem z żoną i córką są pochowani na Cmentarzu Powązkowskim (pole 170 z tyłu katakumb).
Wzmianka o Julii i Sewerynie Jasielskich znajduje się w Słowniku Biograficznym Teatru Polskiego 1765–1965 wydanym przez Instytut Sztuki PAN. Tam też znajdują się dokumenty i pamiątki po nim. Działalności Seweryna Jasielskiego poświęca parę stron w swojej książce "Antykwariaty artystyczne, salony i domy aukcyjne" Mirosław Bałdok.